# Edward Hibbert

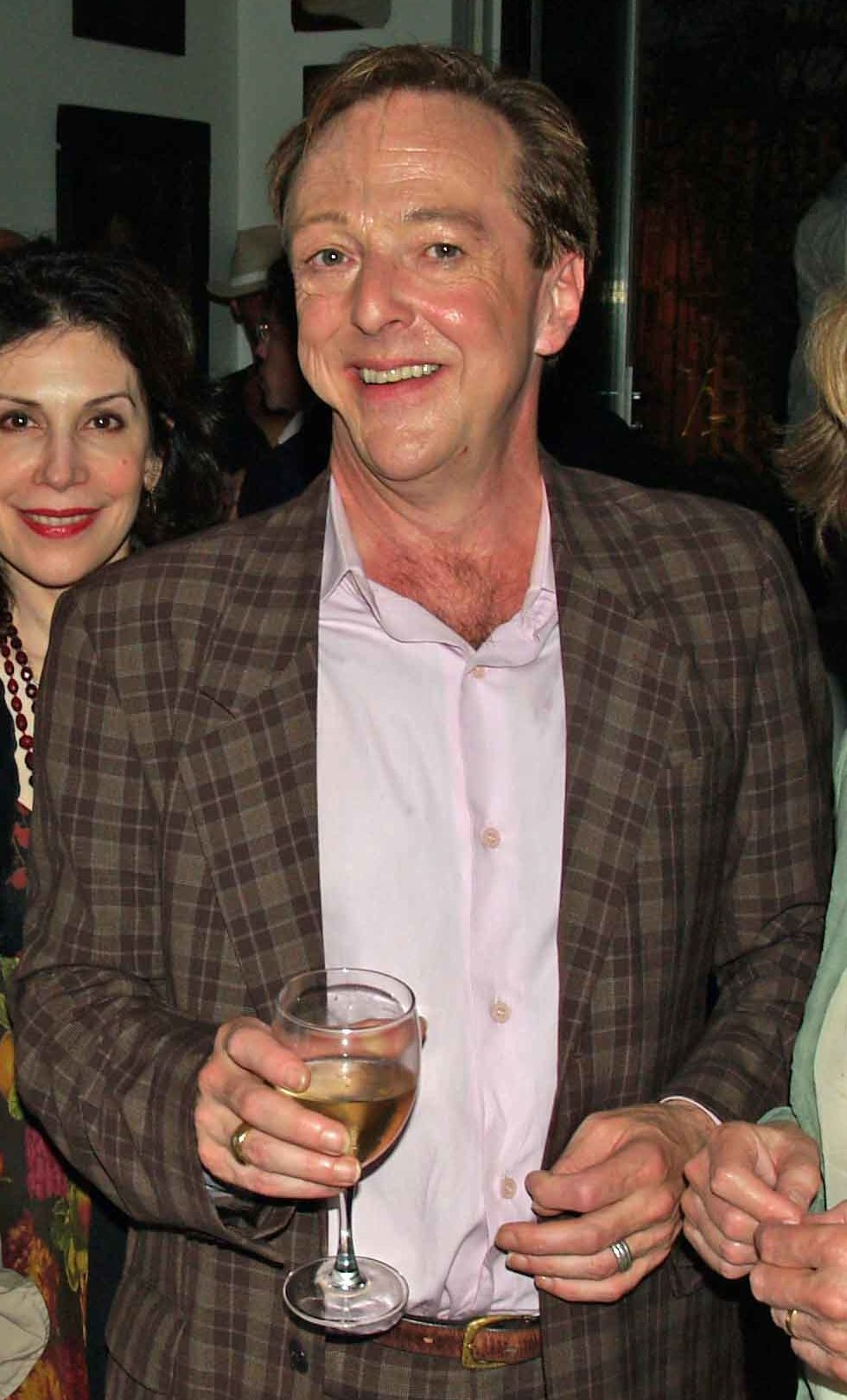
Edward Hibbert (2007)

Edward Hibbert (* 9. September 1955 auf Long Island, New York City, New York) ist ein US-amerikanischer Schauspieler und Literaturagent.

## Leben
Hibbert wurde als Sohn des Schauspielers Geoffrey Hibbert (1920–1969) auf Long Island, New York, geboren und ist in England aufgewachsen, wo er die Royal Academy of Dramatic Art in London besuchte. Mitte der 1980er Jahre ging er in die USA zurück und trat am Broadway und größeren regionalen Theatern auf. Rollen in Filmen und TV-Serien folgten, etwa in Cosby, Mord ist ihr Hobby und Law & Order. Einem großen Publikum bekannt wurde Hibbert vor allem in der Rolle des eitlen Restaurantkritikers Gil Chesterton in der Comedy-Serie Frasier, die er von 1993 bis 2004 verkörperte.
Neben seiner schauspielerischen Tätigkeit ist Hibbert Teilhaber einer Literaturagentur und betreut u. a. Autoren wie Chuck Palahniuk und Christopher Bram.

## Filmografie (Auswahl)
- 1982: Britannia Hospital
- 1994: Mord ist ihr Hobby (Murder, She Wrote, Fernsehserie, Folge 10x13)
- 1994: Immer Ärger mit Dave (Dave’s World, Fernsehserie, Folge 1x18)
- 1994: Nachtschicht mit John (The John Larroquette Show, Fernsehserie, Folge 1x18)
- 1994: Schlagzeilen (The Paper)
- 1994: Columbo: Zwei Leichen und Columbo in der Lederjacke (Undercover, Fernsehreihe)
- 1994: California Dreams (Fernsehserie, Folge 3x09)
- 1994–2004: Frasier (Fernsehserie, 29 Folgen)
- 1995: Die Nanny (The Nanny, Fernsehserie, Folge 2x25)
- 1995: Verrückt nach dir (Mad About You, Fernsehserie, Folge 3x23)
- 1996: Eine schrecklich nette Familie (Married… with Children, Fernsehserie, Folge 10x13)
- 1996: Der Club der Teufelinnen (The First Wives Club)
- 1996: Alle sagen: I love you (Everyone Says I Love You)
- 1996: Cosby (Fernsehserie, Folge 1x09)
- 1996, 1999: Abenteuer mit Timon und Pumbaa (Timon & Pumbaa, Fernsehserie, 2 Folgen)
- 1997: Caroline in the City (Fernsehserie, Folge 3x07)
- 1998–1999: Fantasy Island (Fernsehserie, 13 Folgen)
- 2002: Dummy
- 2003: Uptown Girls – Eine Zicke kommt selten allein (Uptown Girls)
- 2003: All My Children (Fernsehserie, 2 Folgen)
- 2004: The Third Identity – Im Bann der Macht (A Different Loyalty)
- 2005: Muppets: Der Zauberer von Oz (The Muppets’ Wizard of Oz)
- 2006: Prestige – Die Meister der Magie (The Prestige)
- 2006: Gilmore Girls (Fernsehserie, Folge 7x10)
- 2007: Anamorph – Die Kunst zu töten (Anamorph)
- 2009: Taking Woodstock
- 2010: Law & Order: Special Victims Unit (Fernsehserie, Folge 11x12)
- 2013: Bubble Guppies (Fernsehserie, Folge 2x16)
- 2013: Smash (Fernsehserie, Folge 2x12)
- 2014: Hot in Cleveland (Fernsehserie, Folge 5x10)
- 2016: 2 Broke Girls (Fernsehserie, Folge 5x07)
- 2017: The Wilde Wedding
- 2018: Mary Poppins’ Rückkehr (Mary Poppins Returns)
- 2019: Grace and Frankie (Fernsehserie, Folge 5x08)
- 2019: Blue Bloods – Crime Scene New York (Fernsehserie, Folge 9x17)